# Cicurina calyciforma
Cicurina calyciforma är en spindelart som beskrevs av Wang och Xu 1989. Cicurina calyciforma ingår i släktet Cicurina och familjen kardarspindlar. Inga underarter finns listade i Catalogue of Life.